# Chevrolet Master
Les Chevrolet Master et Master Deluxe sont des véhicules de tourisme américains fabriqués par Chevrolet entre 1933 et 1942 pour remplacer l'Eagle de 1933. C'était le modèle le plus cher de la gamme Chevrolet à cette époque, la Mercury et la Standard offrant une gamme moins chère et plus petite entre 1933 et 1937. À partir de 1940, une version plus chère basée sur la Master Deluxe a été lancée, appelée Special Deluxe.

## Années modèles
Le nom Master a été utilisé sur un certain nombre de versions différentes, et le nom de la série a changé chaque année.

### 1933 (Série CA)
La Master série CA résulte d'un renommage de l'Eagle au milieu de l'année modèle 1933 lorsque la Chevrolet Standard de 1933 (série CC) a été introduite. Plusieurs modifications ont été apportées à l'Eagle pour ce changement de nom. Le plus facile à identifier est le montant entre la fenêtre de custode de la porte avant et la fenêtre coulissante. Sur l'Eagle, le séparateur chromé descend en même temps que la fenêtre, alors que sur la Master ce diviseur fait partie de la vitre de custode et ne s'abaisse pas.

### 1934 (Série DA)
La Master série DA se distingue par son empattement augmenté de 112 pouces (2844,8 mm). Cela a augmenté la différence avec l'empattement de la Standard moins chère à 5 pouces (127,0 mm). La Master série DA est propulsée par une version améliorée du moteur six cylindres "Stovebolt Six" de 206 pouces cubes (3 380 cm3), produisant maintenant 80 ch (60 kW) au lieu de 65. La suspension indépendante "knee action" fait son apparition cette année ; elle concerne alors toutes les Master.

### 1935 (Série EA et ED)
La Master, a subi une refonte, en utilisant une carrosserie tout-acier dite "Turret Top". L'avant mais aussi les contours et la toiture sont plus arrondis, le pare-brise est en "V" à montant central (sauf pour les ) et le châssis a désormais un empattement porté à 113 pouces (2,97 m). Les portières avant sont à ouverture vers l'arrière (portières antagonistes, surnommées portes suicide). Il n'y a aucun cabriolet proposé dans la gamme Master cette année et l'année suivante, en revanche les clients peuvent choisir des berlines 2 et 4 portes dotées d'un véritable coffre intégré (celles à arrière plat resteront disponibles en 1939 mais perdront assez vite en popularité).

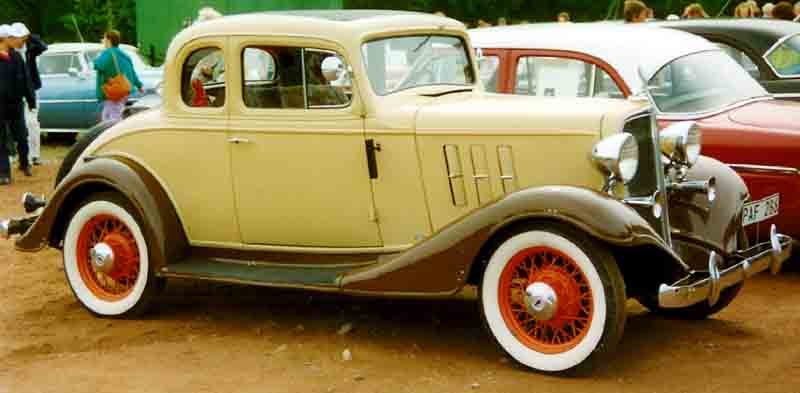
Coupé Master 1933.

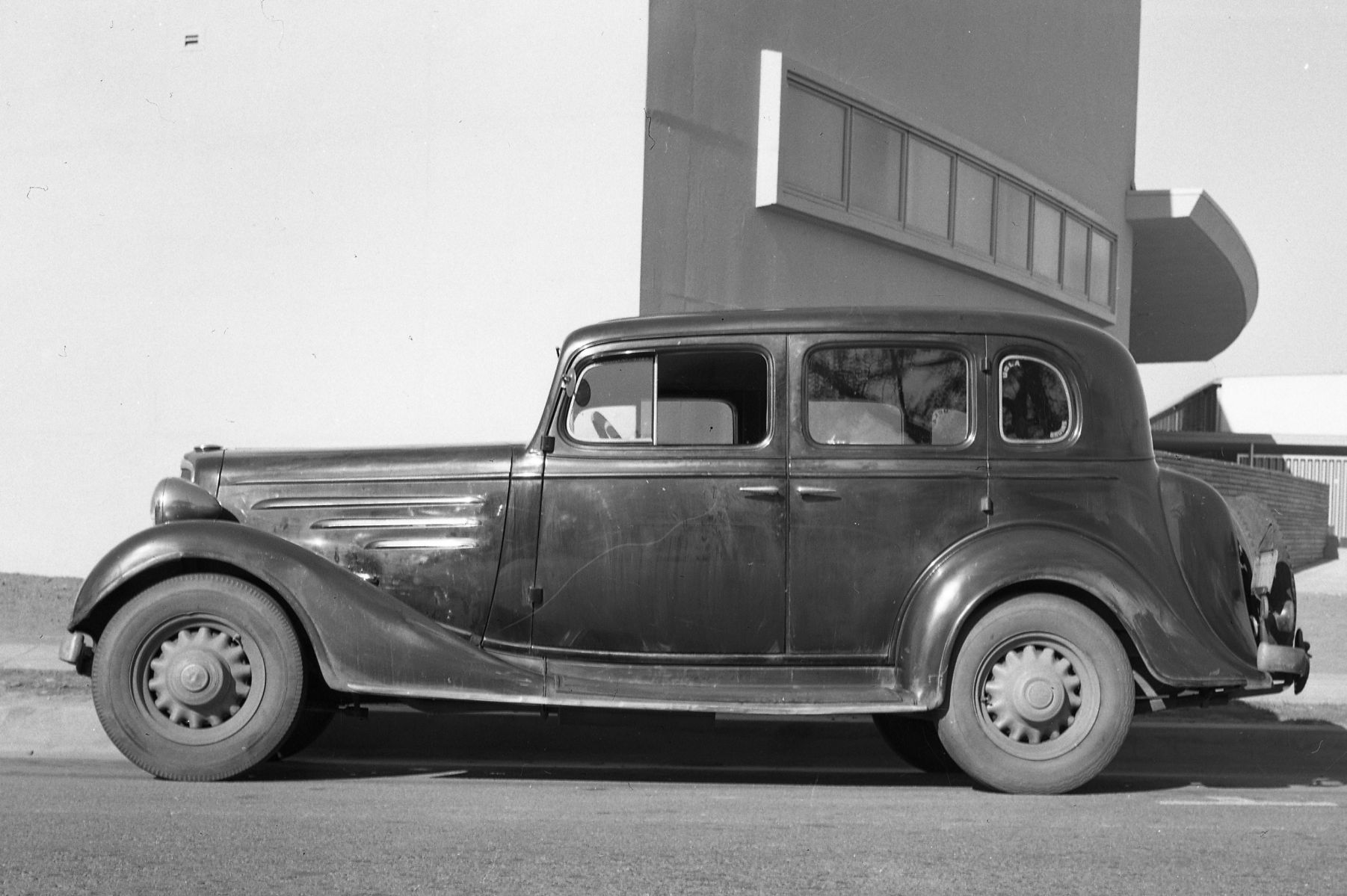
Berline Chevrolet Master 1934.

La gamme Master est scindée en deux : celles dotées d'une suspension "knee action" sont renommées Master Deluxe (EA). Pour 20 $ de moins, il est possible de se procurer une Chevrolet Master (ED) se contentant d'une suspension à ressorts elliptiques.

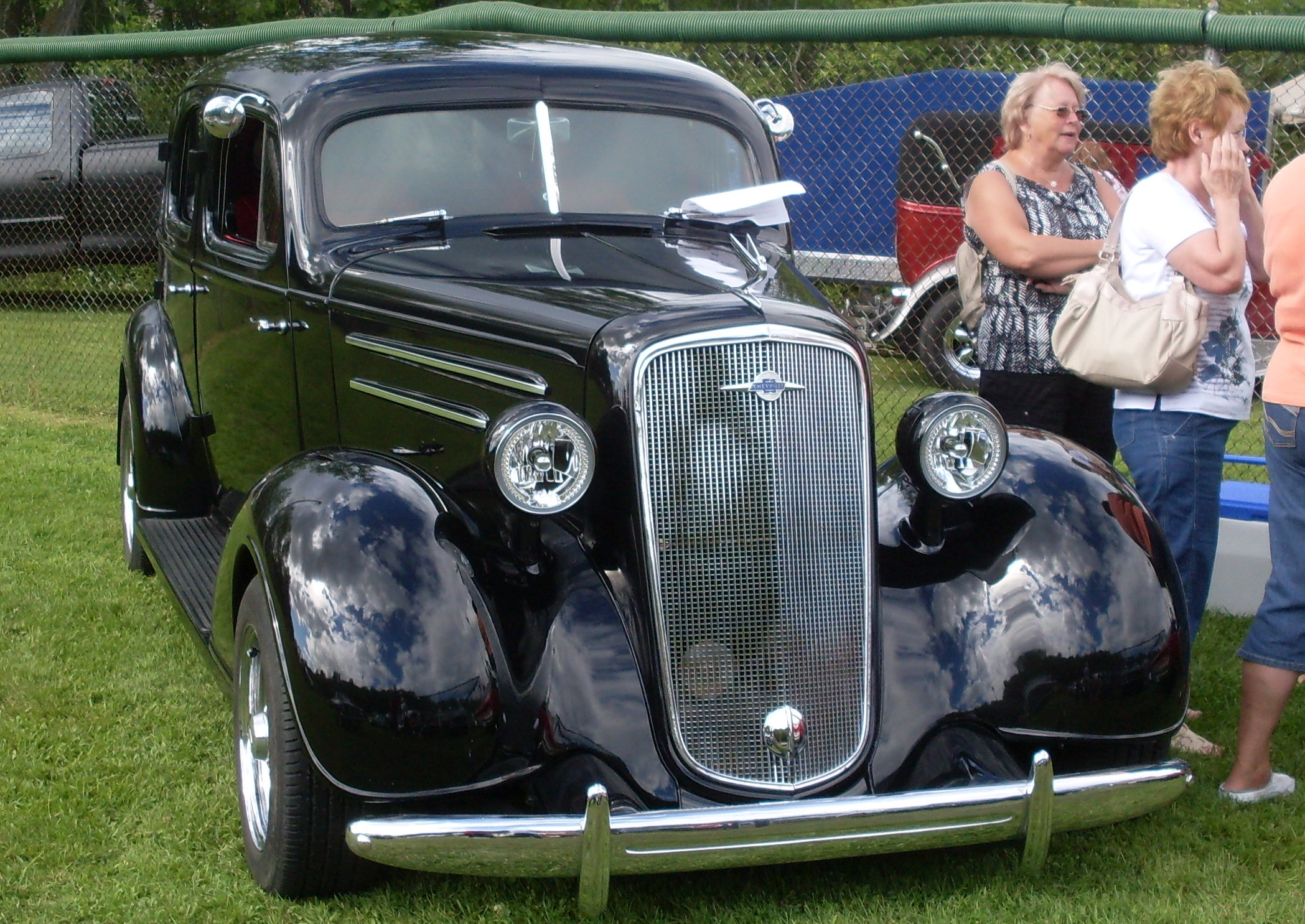
Berline Deluxe 1935 (customisée).

Malgré la nouvelle carrosserie plus lourde d'une quarantaine de kilos, le moteur des Master restant le même alors que celui des Standard — modèle moins cher et utilisant toujours l'ancienne carrosserie plus carrée intégrant du bois et de la toile — passe à 74 ch. Cela explique peut-être le fait que les Chevrolet Standard grimperont à 37% du total des ventes en 1935.

### 1936 (Série FA et FD)

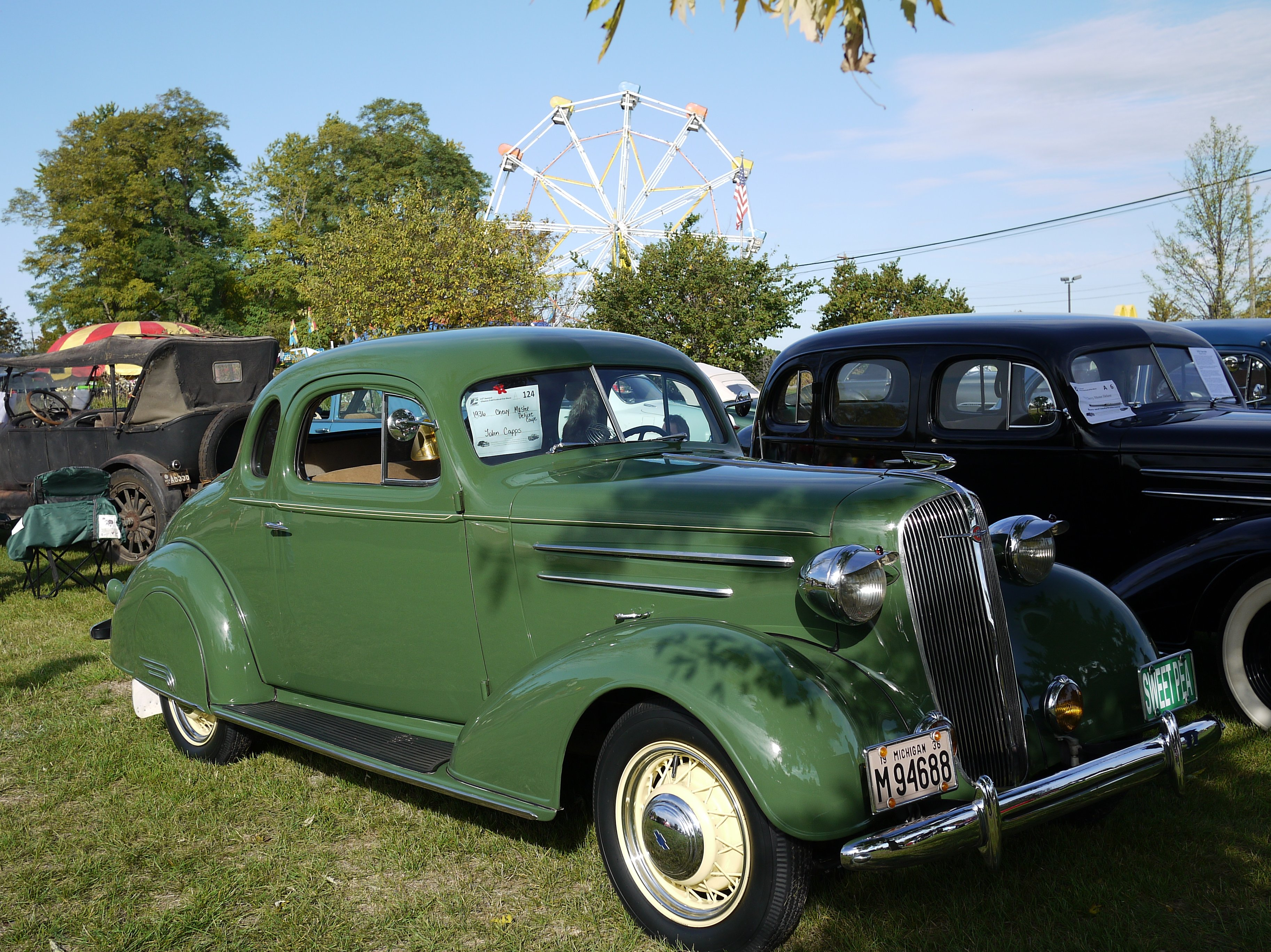
Coupé Master Deluxe de 1936.

Les Master (FD) et Master Deluxe (FA) disposent d'un avant complètement redessiné et d'un moteur "Stovebolt Six" de seulement 79 ch qui sera aussi celui des Standard Six qui gagnent la carrosserie Turret Top avec la même calandre arrondie mais un châssis toujours plus court (109 pouces). Les carrosseries de Master Deluxe, renouant avec les portières avant conventionnelles., étaient partagées avec la Pontiac Deluxe. Malgré ces améliorations, ou à cause de celles apportées aux Standard, les Master Deluxe ne représentent plus que 60% ventes d'automobiles Chevrolet.

### 1937 (Série GA et GB)
Le nom Master devient celui d'une nouvelle version bas de gamme qui a remplacé la Standard Six et met fin à la disparité de châssis avec les Master Deluxe. En 1937, Chevrolet a entièrement redessiné ses automobiles et remplacé le moteur "Stovebolt Six" développé à la hâte en 1929 par une version plus légère, plus équilibrée avec un meilleur couple, un système de lubrification plus perfectionné et une puissance maximum de 85 ch, capable d'égaler les Ford V8 de 1937. Le châssis "boîte", plus léger, utilisé sur les Chevrolet Standard de 1936 est repris mais porté à 112,3 pouces (2,852 m) pour toutes les variantes.
Comme en 1936, le cabriolet est seulement proposé dans la gamme Master, la moins chère, tandis que les Master Deluxe offrent un coupé sports à siège de coffre. Les cinq autres modèles, disponibles dans chaque gamme, sont des berlines 2 et 4 portes (avec ou sans coffre) et des coupés business (une seule banquette et un grand coffre). L’esthétique du nouveau modèle repose sur une calandre verticale arrondie à ses extrémités en répondant aux galbe des ailes ; un important "pli" se prolonge sur les portières et les ouïes de ventilation du capot reposent sur un renflement.

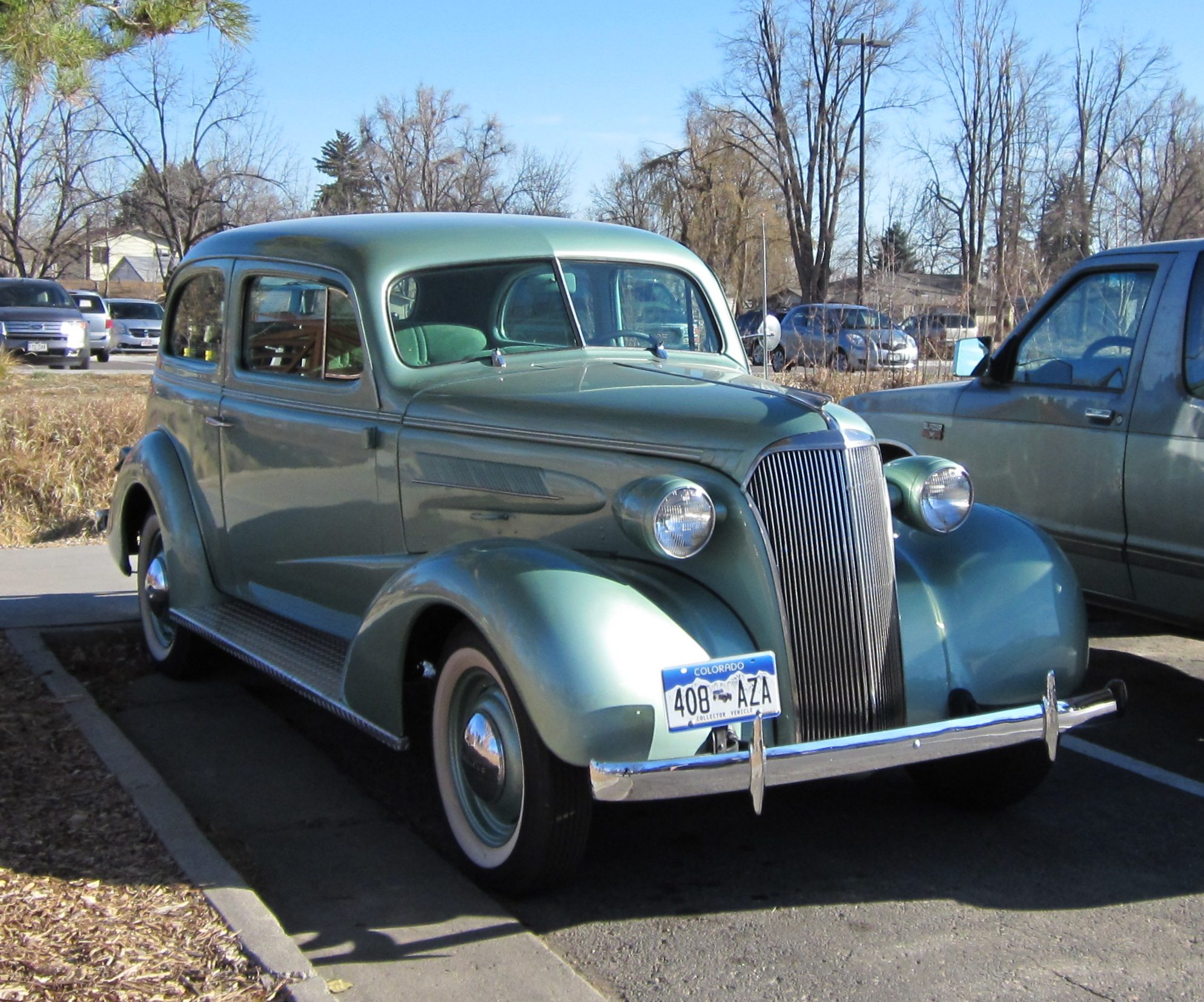
Master deux portes de 1937.
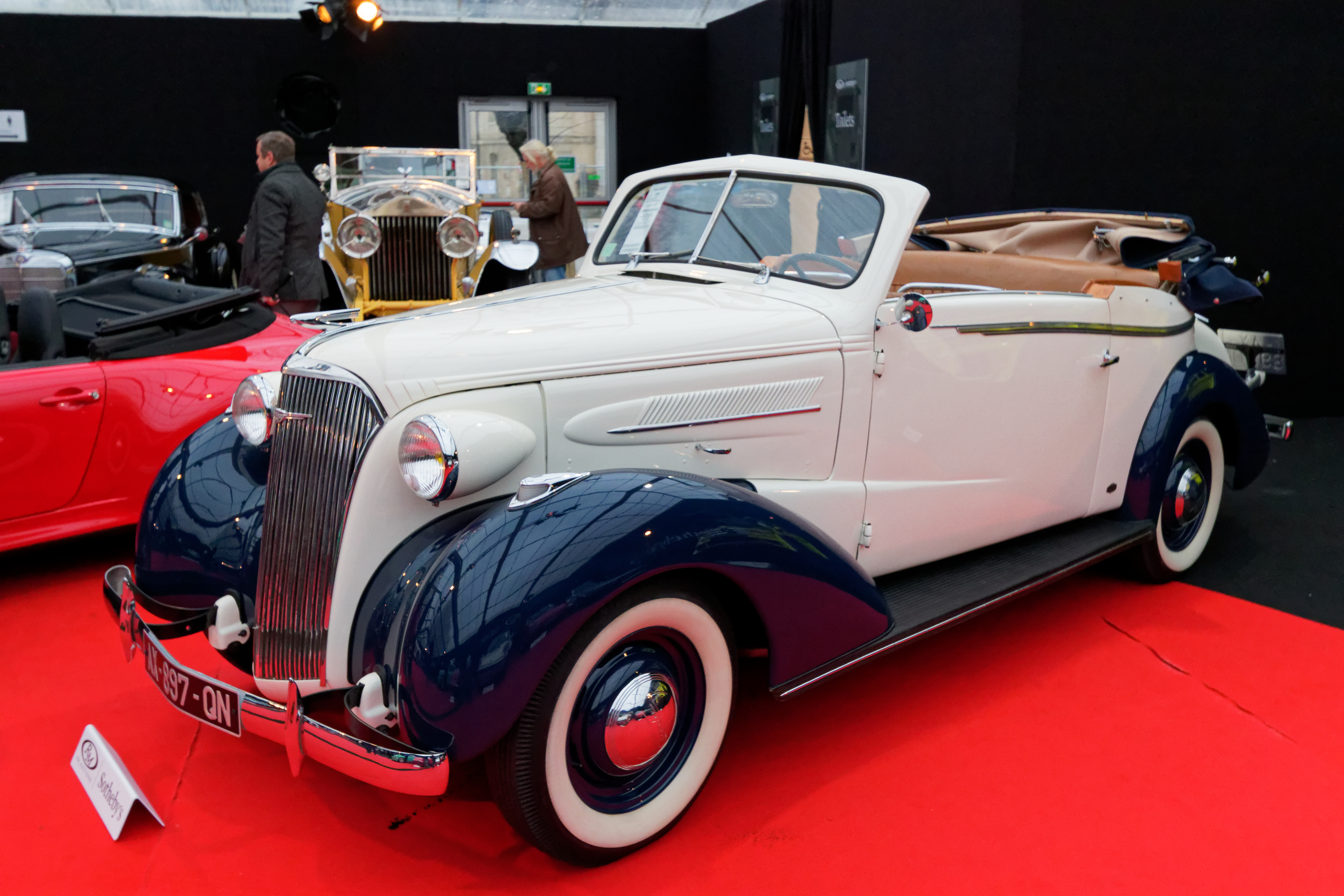
Cabriolet, dû à un carrossier européen.
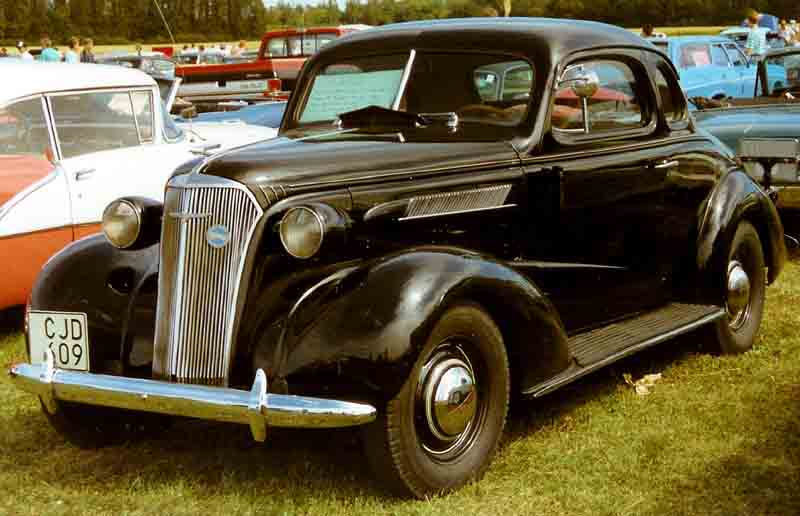
Coupé.

### 1938 (Série HA et HB)

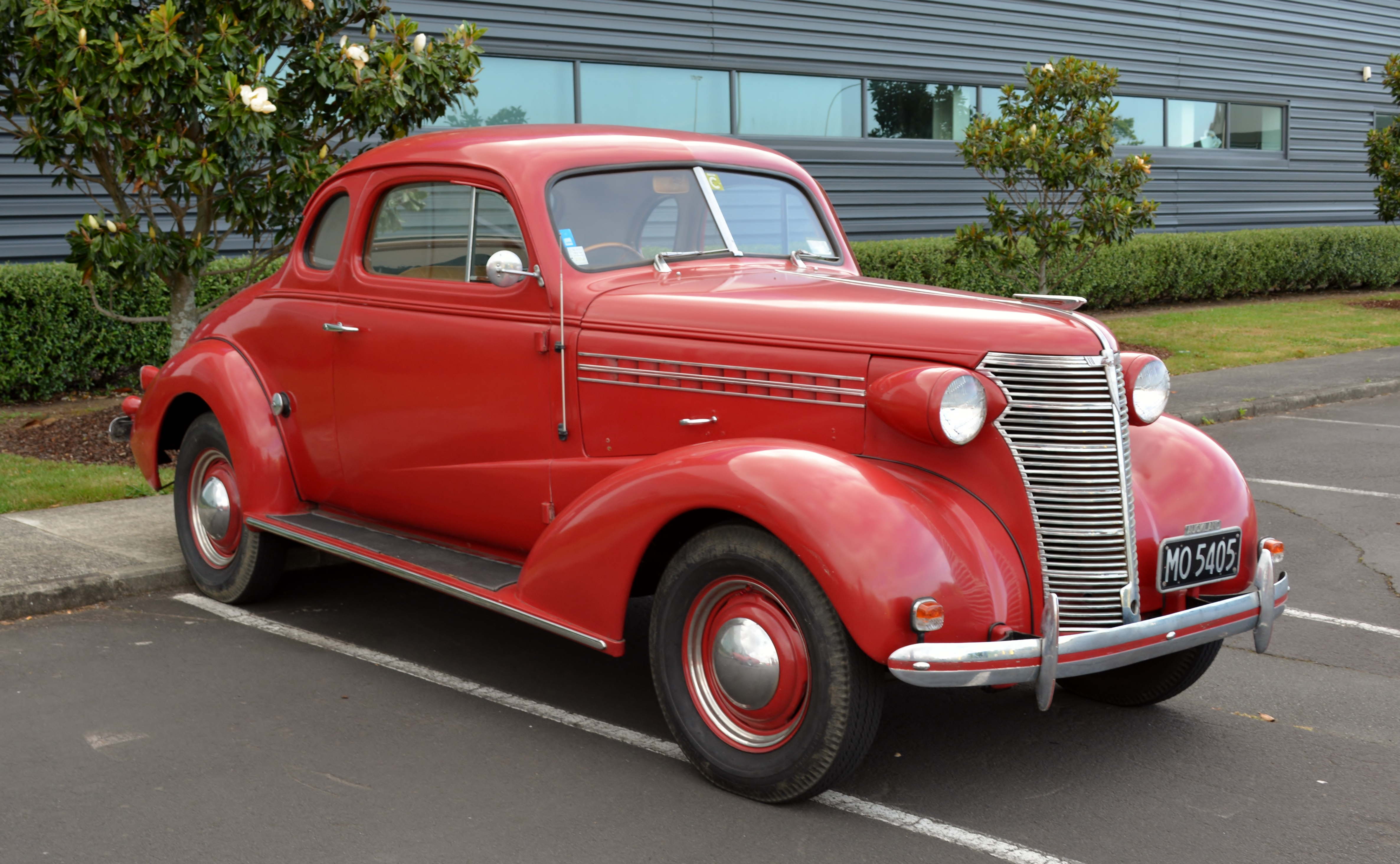
Chevrolet Master coupé de 1938.

Les changements extérieurs sont beaucoup plus modestes, notamment une grille bombée à barres horizontales venue se greffer à l'avant et des orifices latéraux en "harmonica". Le moteur et la transmission connaissent toutefois des raffinements et les simples Master de base ont désormais le système de direction des Master Deluxe.

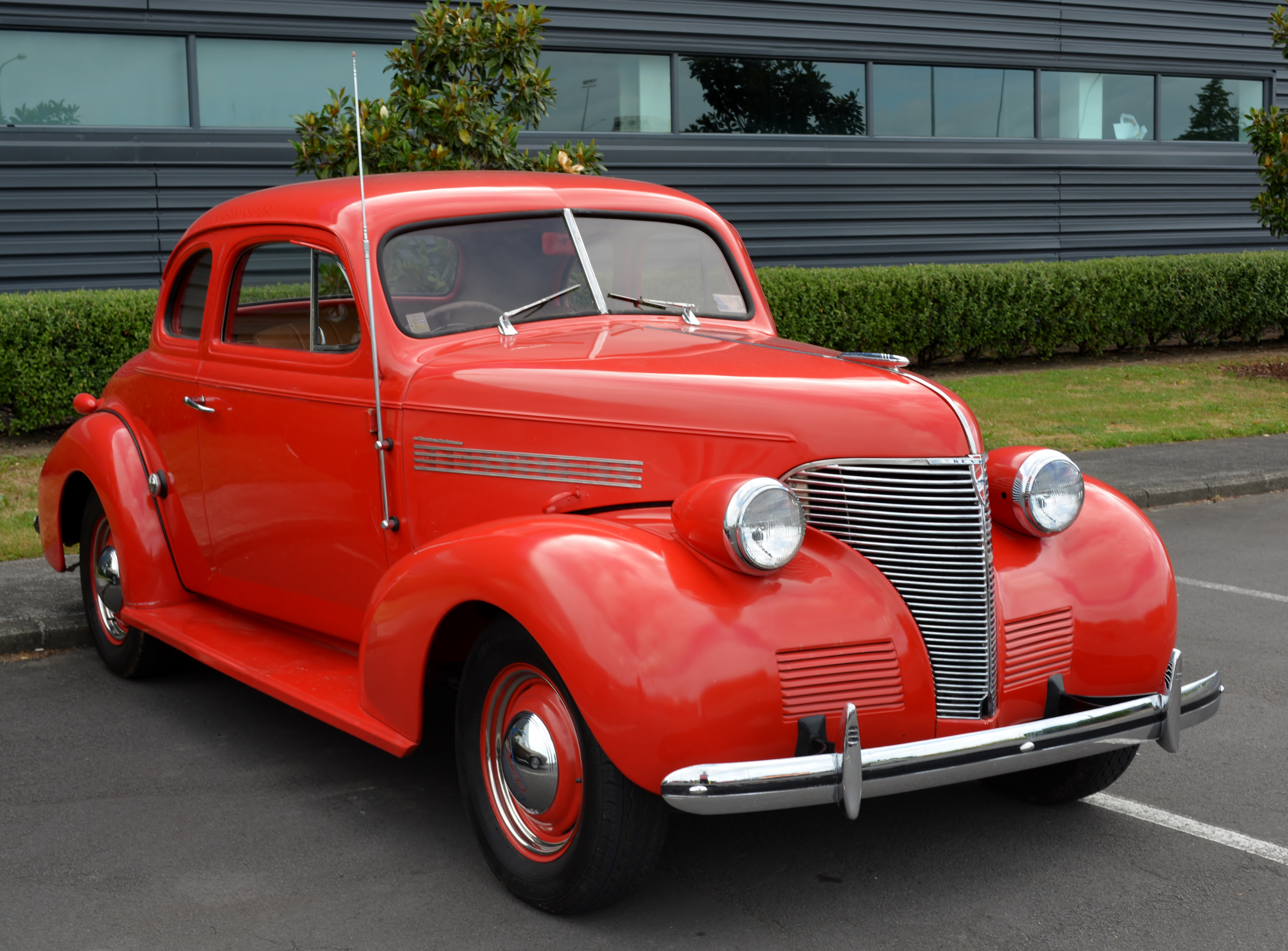
Coupé Master 85 de 1939.

La Master (HB) et la Master Deluxe (HA) se sont bien vendues compte tenu du contexte économique, avec respectivement 162 430 et 302 728 unités, permettant à Chevrolet de gagner davantage d'avance face à Ford.

### 1939 (Série JA et JB)
La Master est dotée de carrosseries nouvelles pour 1939, le châssis gardant les mêmes dimensions. La Master Deluxe était désormais la JA, tandis que le modèle de base a été renommé Master 85 (JB). Il n'y a pas de cabriolets en 1939 et les inconfortables sièges de coffre des coupés ont été remplacés par deux strapontins dans un habitacle légèrement plus vaste. Les berlines sans coffre sont produites pour la dernière fois mais dans des quantités dérisoires (1 740 Master et 248 Master Deluxe).
Un break woody été proposé dans chaque gamme, la construction à armature en bois étant confiée à plusieurs sous-traitants dont Mid States Body Corp.

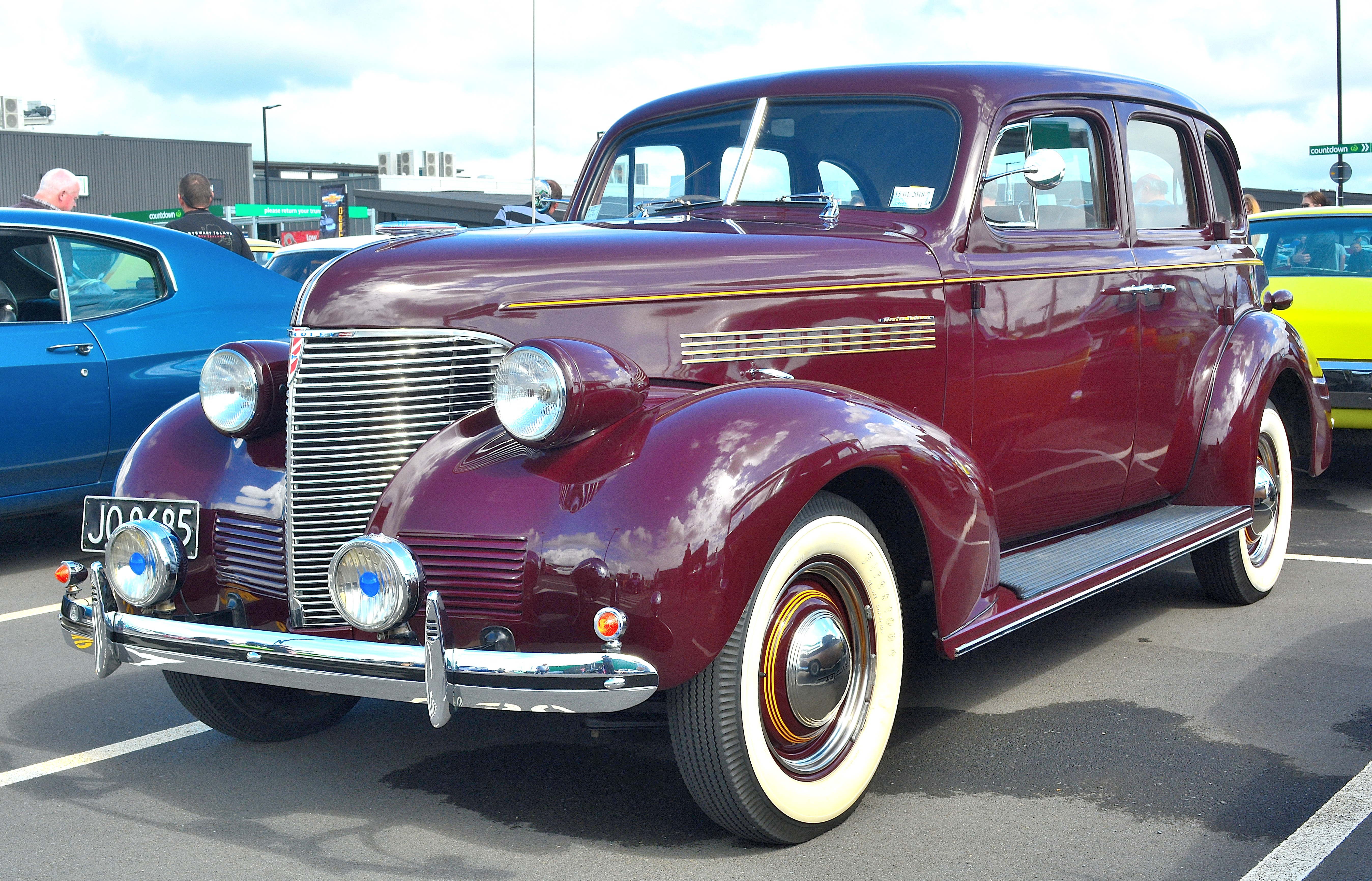
Master Deluxe berline 4 portes.
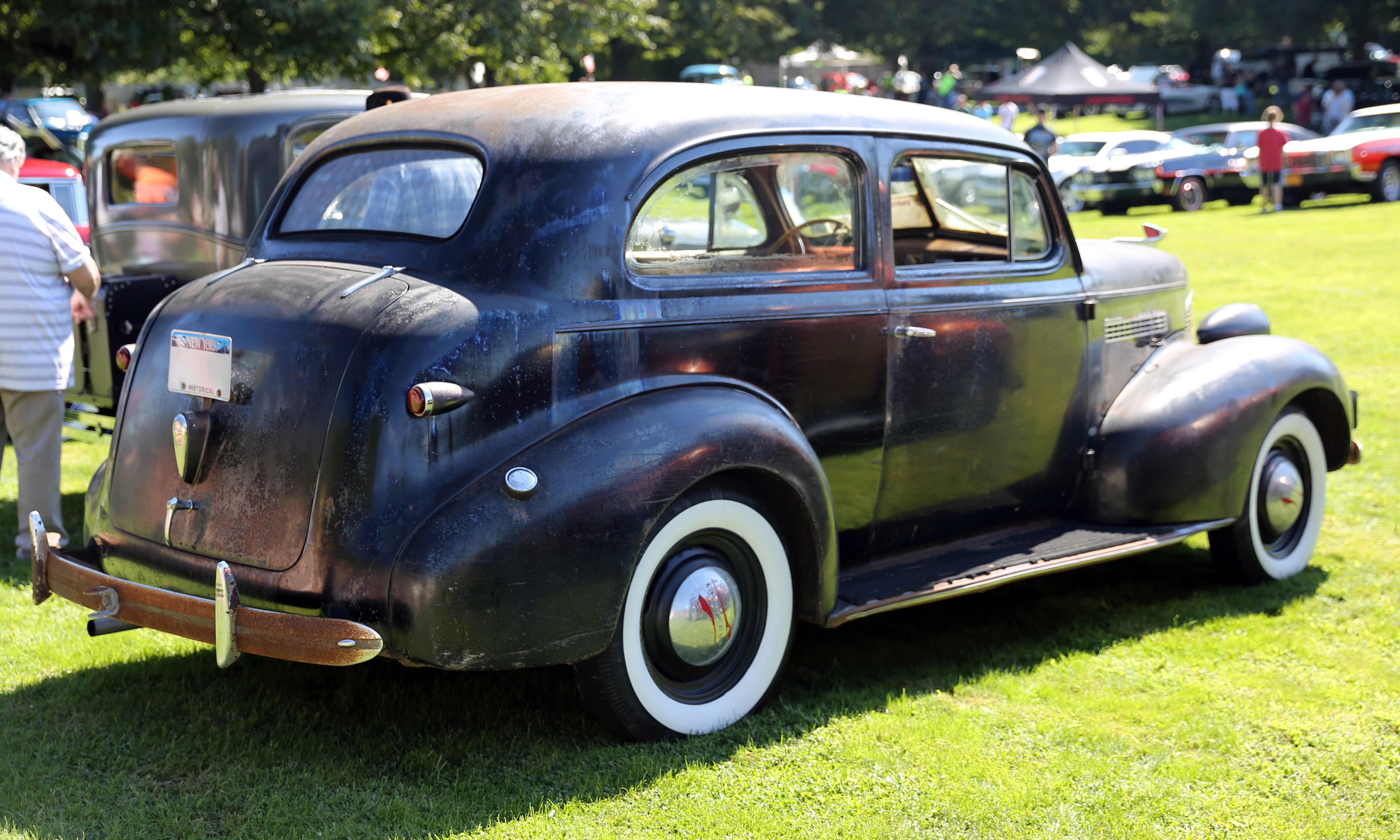
Town sedan, version 2 portes avec coffre.
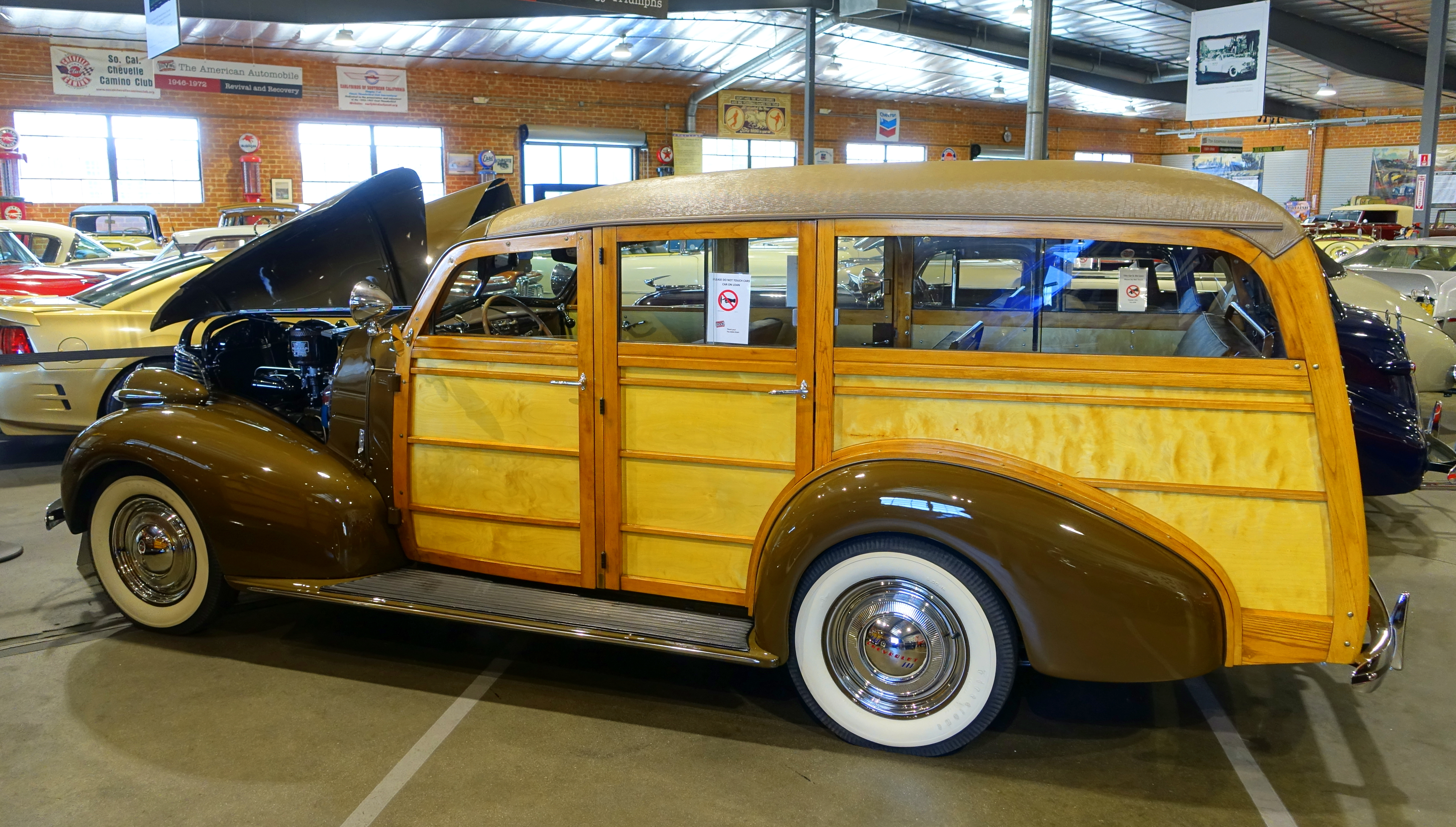
Break woodie 1939.
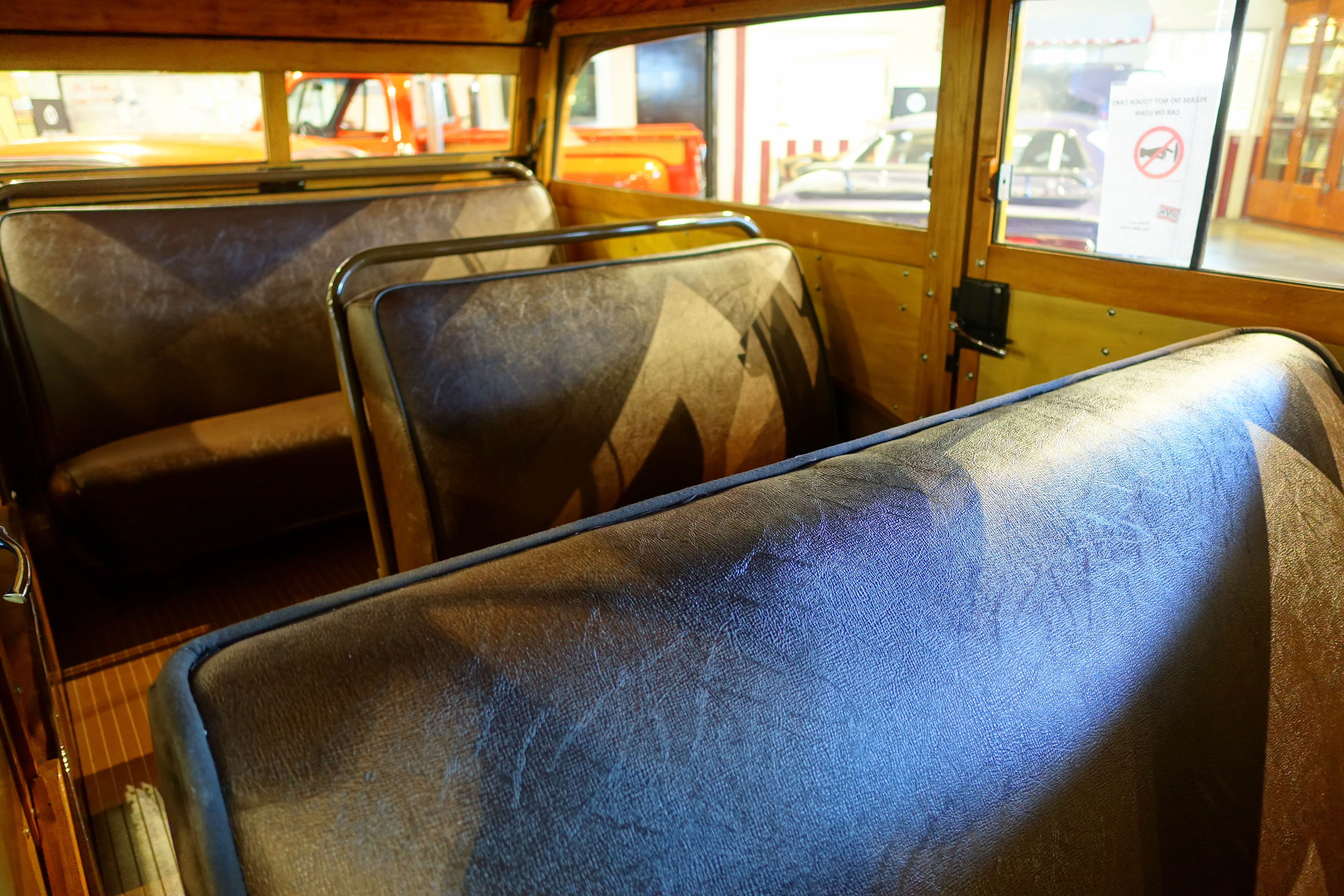
Intérieur à 8 places et structure en bois.

### 1940 (Série KA et KB)

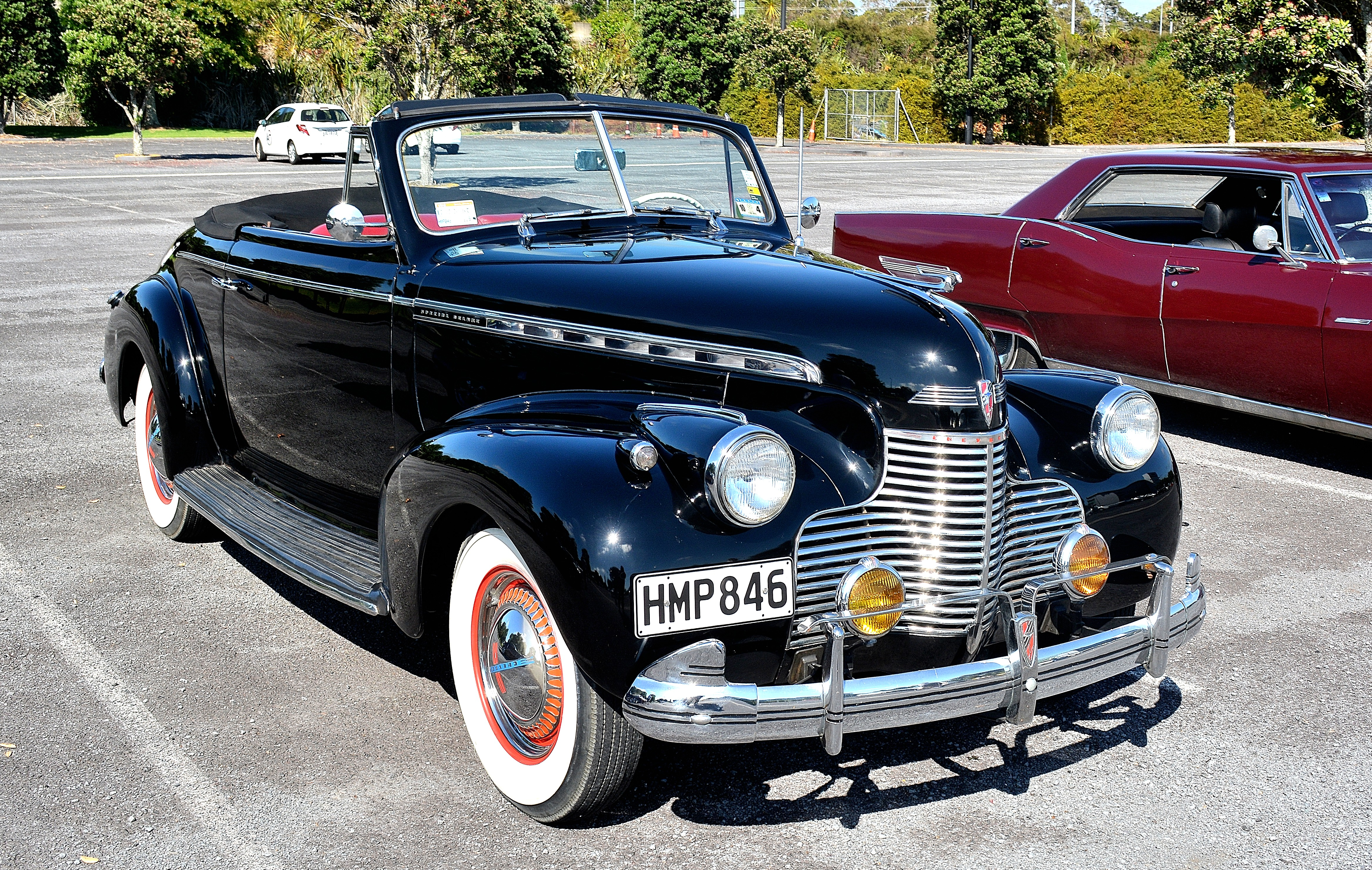
Cabriolet Special Deluxe 1940.

La Master a continuée d'être disponible sous le nom Master 85 (KB) ainsi que le modèle plus haut de gamme "Master Deluxe" (KA) mais la "Special Deluxe", encore mieux équipée, est apparue pour l'année modèle 1940. Elle vendra plus que les Master 85 et Master Deluxe combinées. La Master 85, sans suspensions indépendantes à l'avant, ne sera pas reconduite en 1941.
Le châssis a été porté à 113 pouces ; le coffre est mieux intégré à l'arrière et l'avant fusionne désormais la grille et les ailes. En plus des breaks woody, les cabriolets ont fait leur retour et disposent d'une vraie banquette arrière, également présente à bord des coupés club.

### 1941-1942

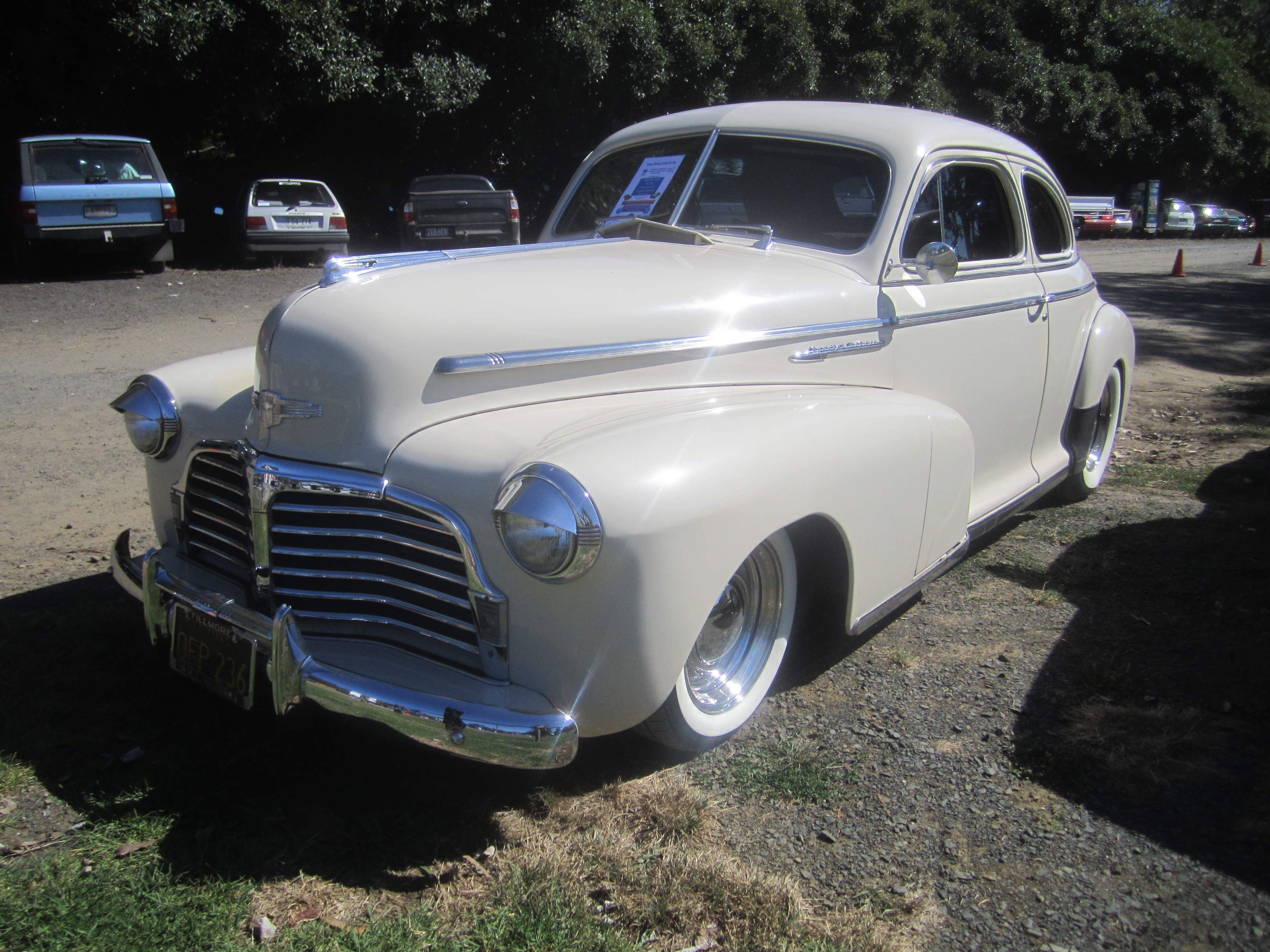
Coupé Special Deluxe 1942.

Les noms Master Deluxe et Special Deluxe ont continué à désigner les nouvelles automobiles Chevrolet introduites en 1941. Lorsque la production civile reprend en 1946, elles seront toutefois renommées Stylemaster et Fleetmaster en conservant l'aspect technique et extérieur du modèle d'avant-guerre ; leur production prend fin en 1948.

## Camions et autobus
Il s'agit de la dernière série de camions et de véhicules moyens partageant l'apparence de coupés et de berlines Chevrolet. Ils ont a été remplacés par les pick-ups AK Series (1941-1947).

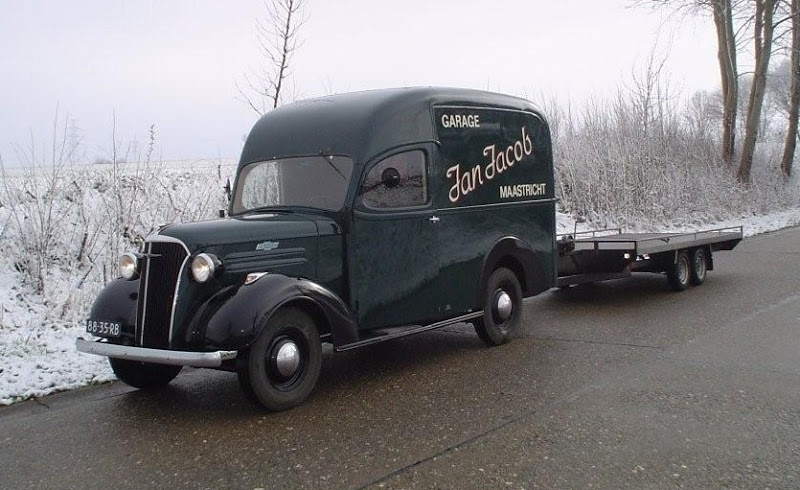
Utilitaire Chevrolet CG 1937, avec carrosserie d'un autre constructeur.
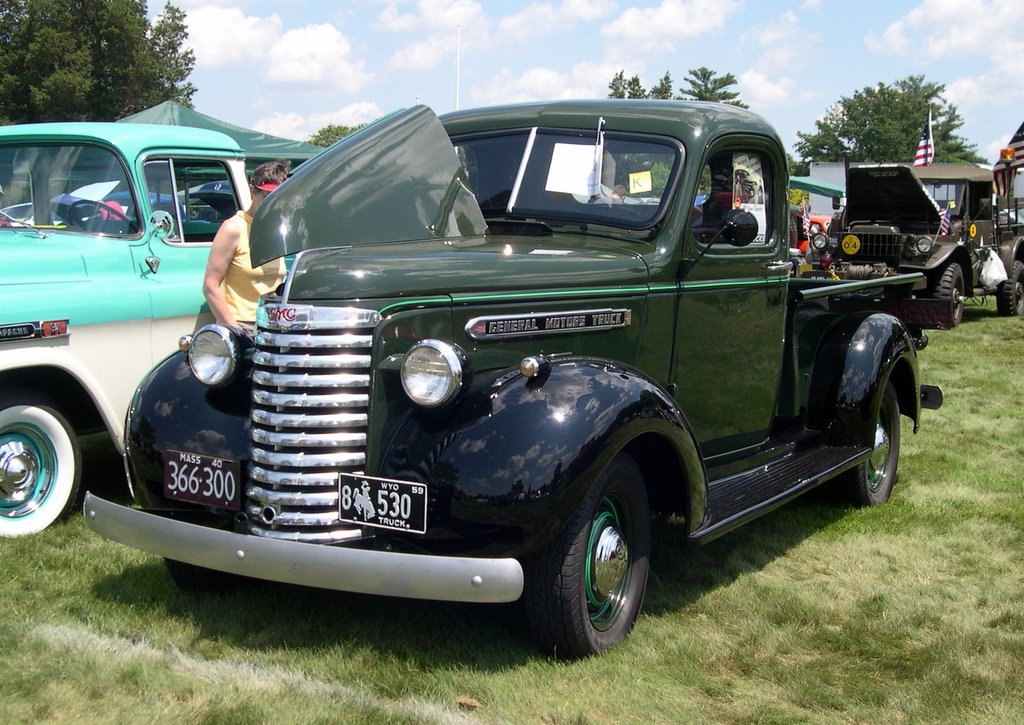
Camion GMC 1940 avec cabine d'origine.
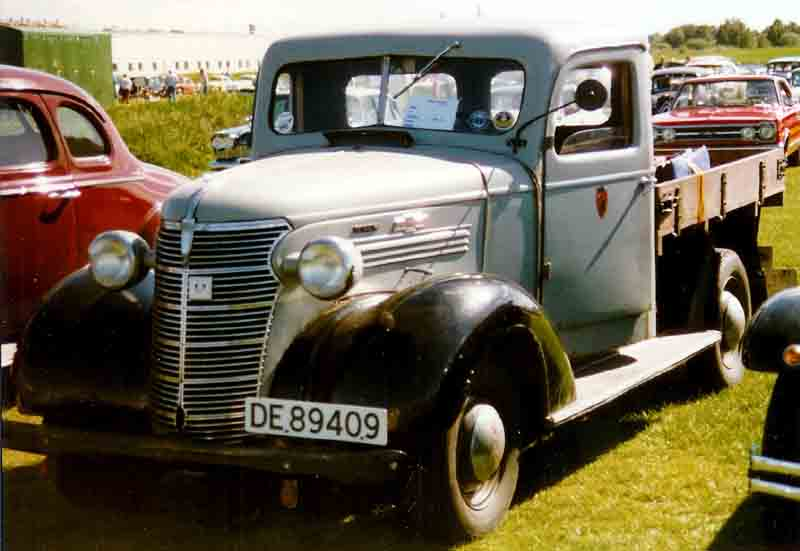
Utilitaire Chevrolet des années 1930 avec cabine d'un autre constructeur.
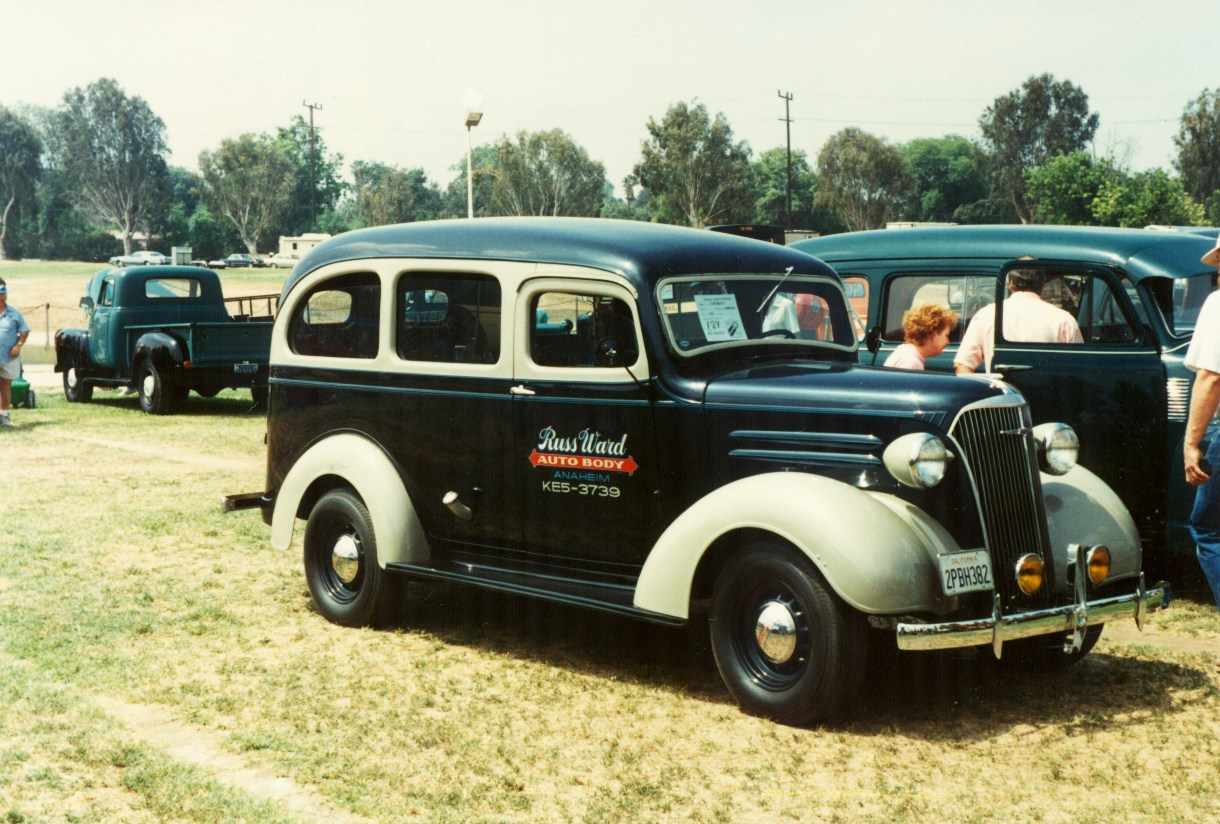
Utilitaire Chevrolet Carryall Suburban 1937.
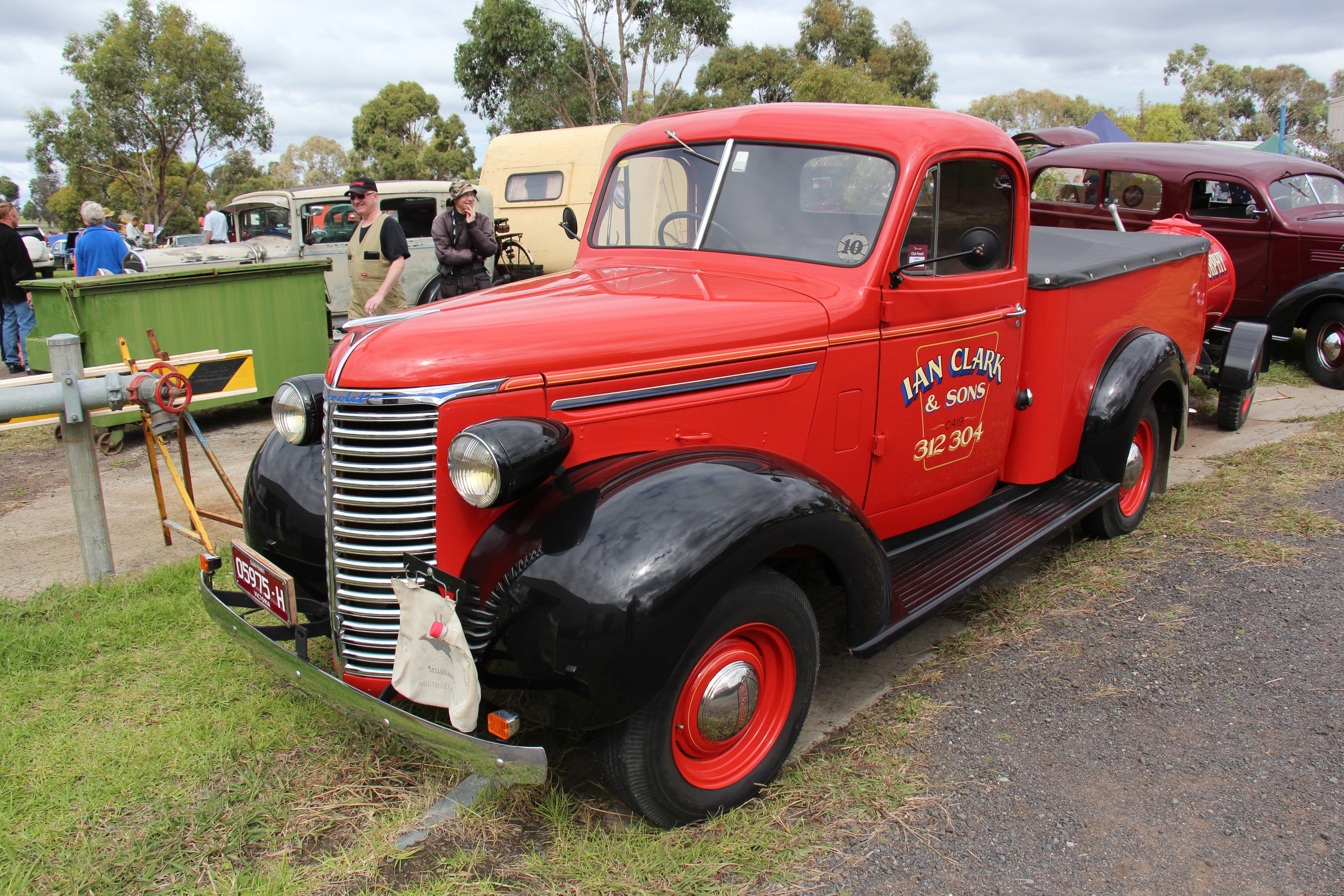
Utilitaire léger Chevrolet Master JC 1939.
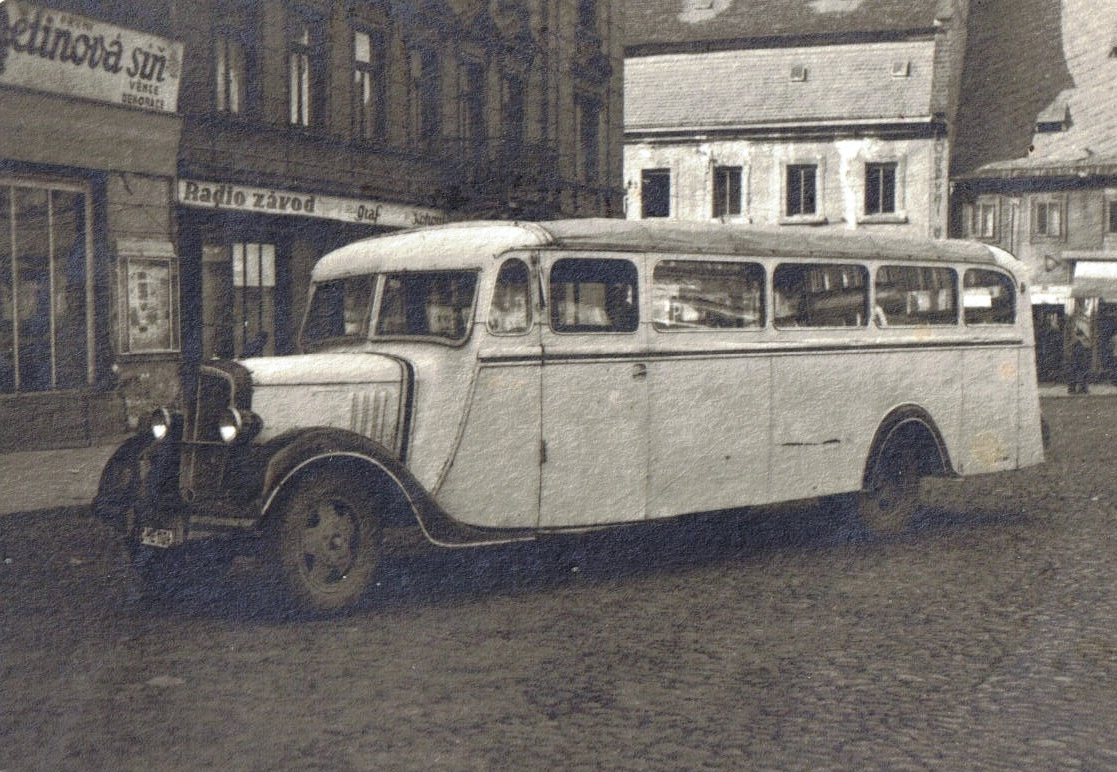
Autobus Chevrolet 1939 en Tchécoslovaquie.

## Production en Australie
Depuis 1926, General Motors faisait assembler des automobiles en Australie à l'aide de pièces détachées importées ou produites localement. La firme Holden assemblait ainsi des carrosseries d'automobiles Chevrolet qui, au fil des ans, prendront une série de différences par rapport aux modèles américains et n'étaient pas toujours renouvelées en même temps. La partie avant et la motorisation étaient toujours identiques à leurs équivalentes US. Une partie de la production était écoulée en Nouvelle-Zélande mais, en parallèle, des Chevrolets version US y étaient importées ou envoyées en kits.
Les modèles spécifiquement australiens : cabriolet Tourer, deux portes-coupé "sloper" et coupé-utilitaire "ute" cohabitaient avec des berlines 4 portes. Celles produites à partir de 1936 peuvent facilement être distinguées par leur lunette arrière en deux parties (les Chevrolet étasuniennes ont toujours eu une seule vitre sans montant). À noter que pour des raisons d'économie d'échelle, la carrosserie utilisée en 1940 sera reprise telle quelle sur les Fleetmaster et Stylemaster australiennes jusqu'en 1948.

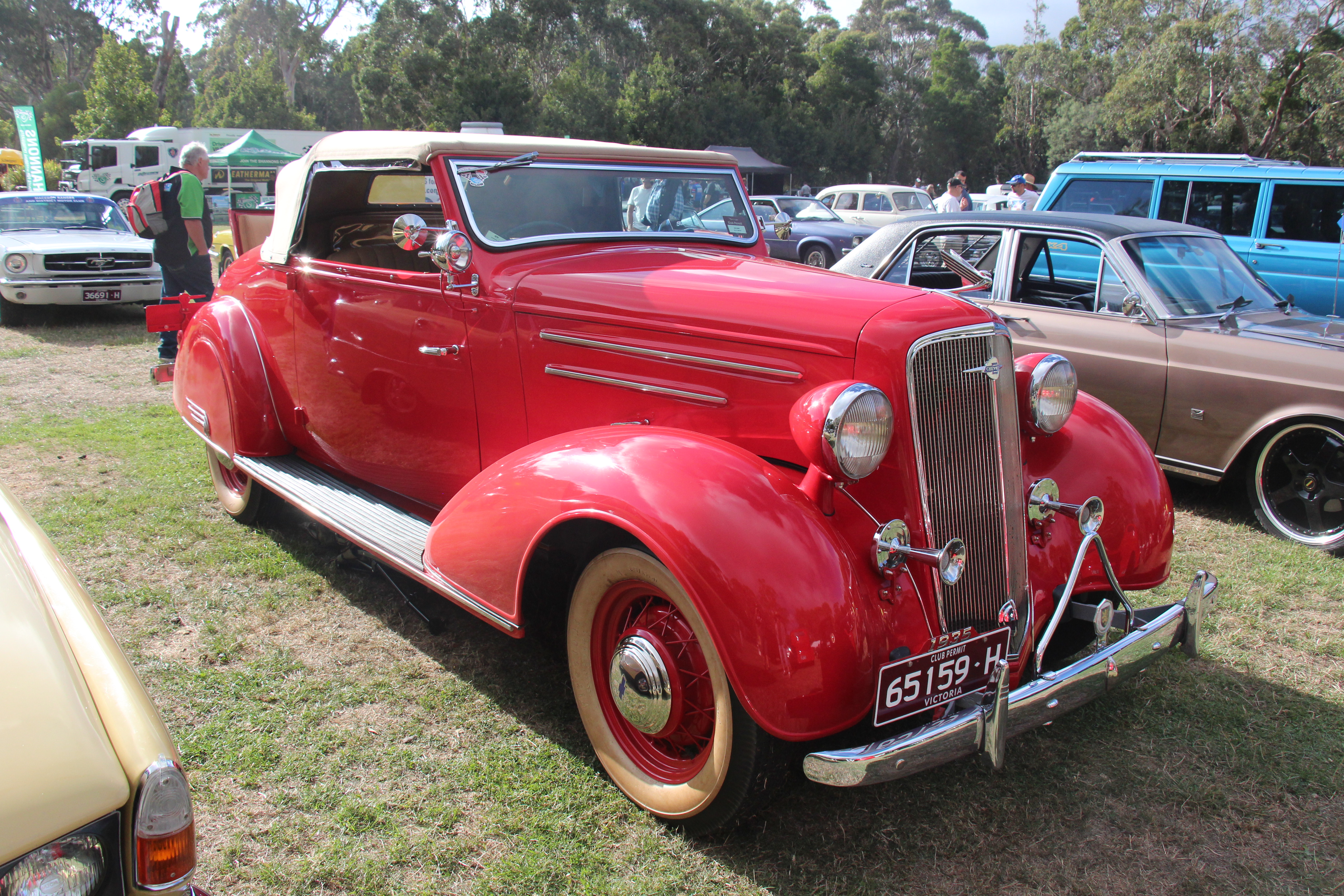
Roadster 1935 conservant la carrosserie de 1934 mais nommé Master Deluxe.
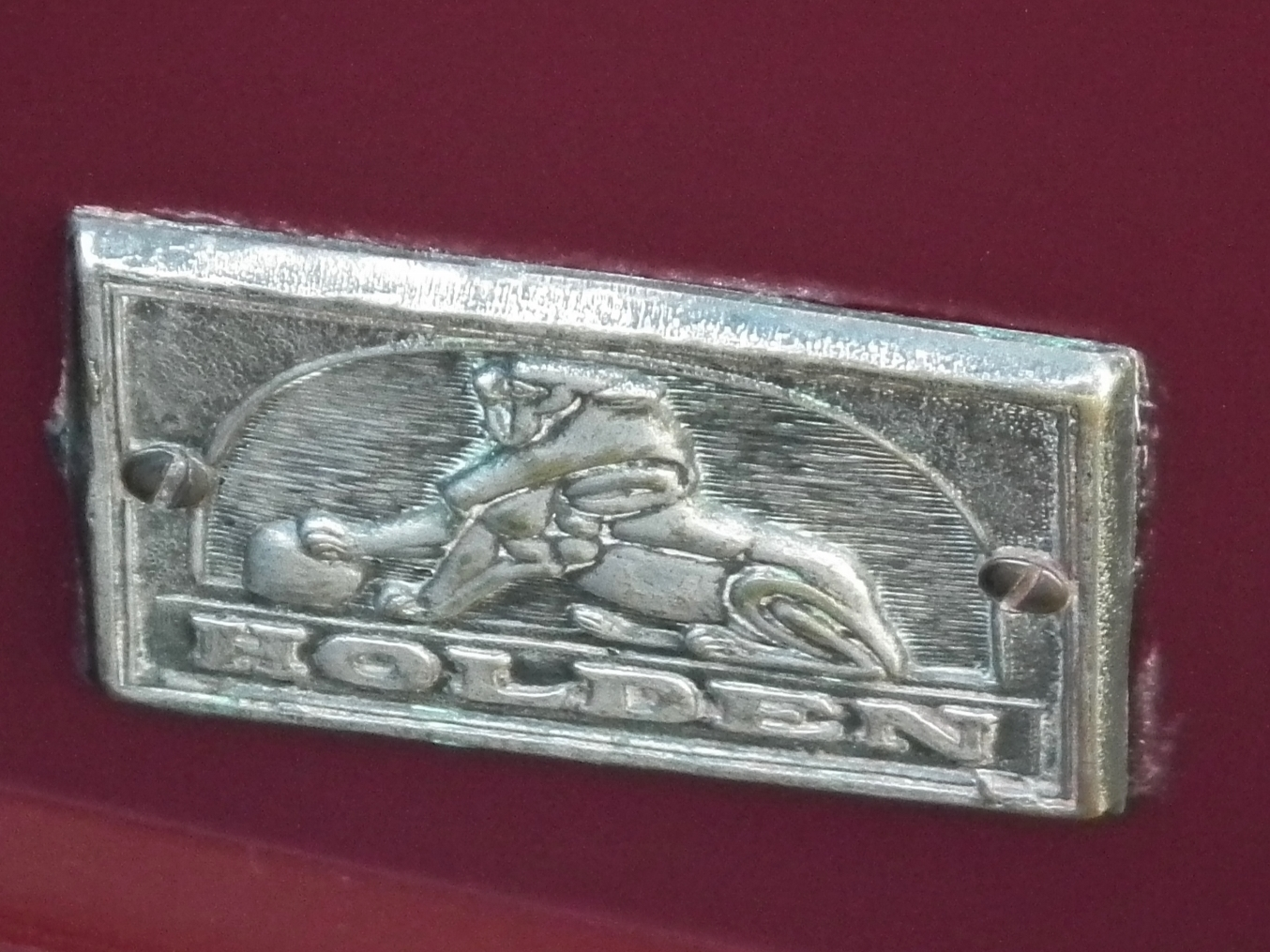
Badge Holden.
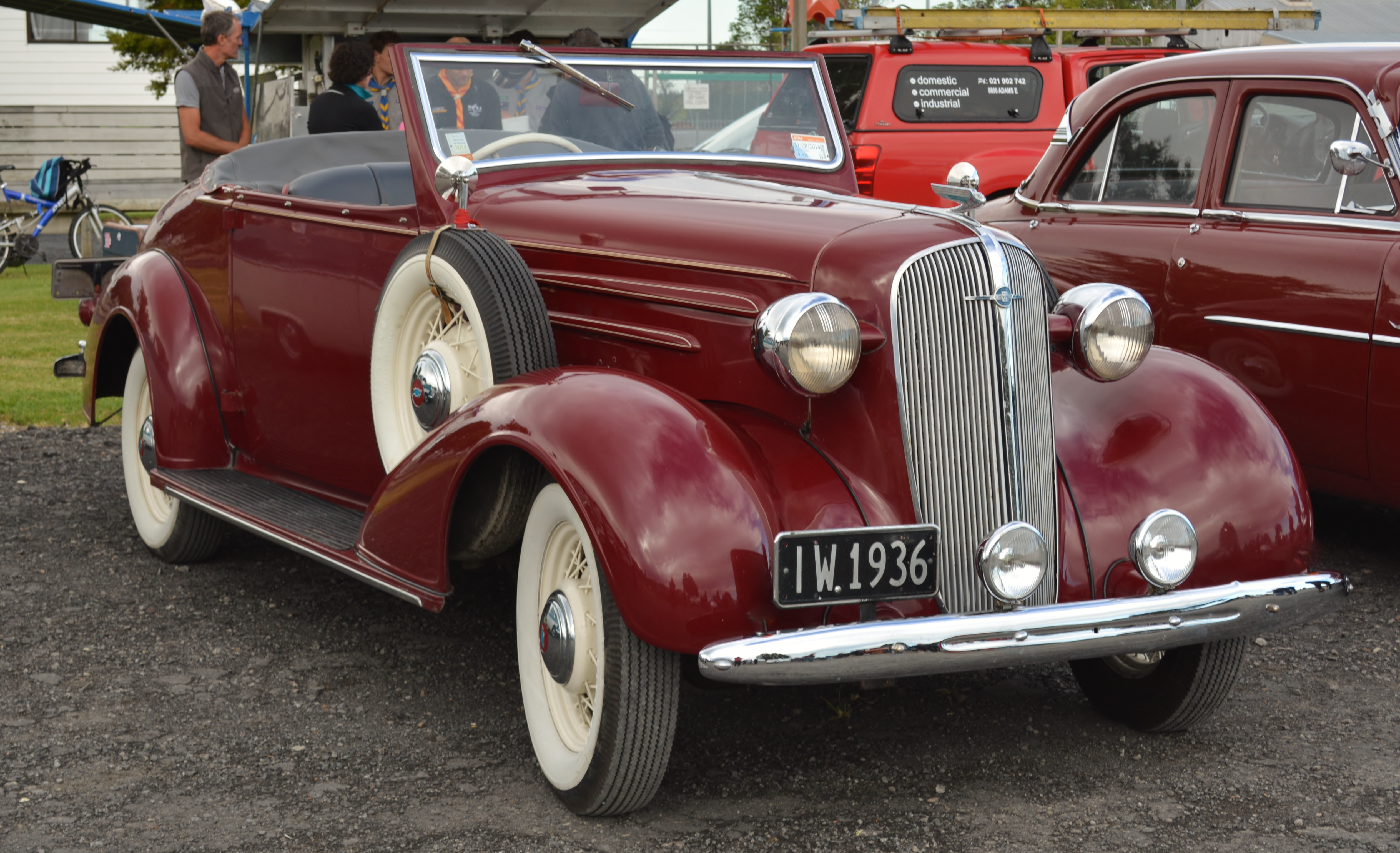
Cabriolet 1936 (Holden) en Nouvelle-Zélande.
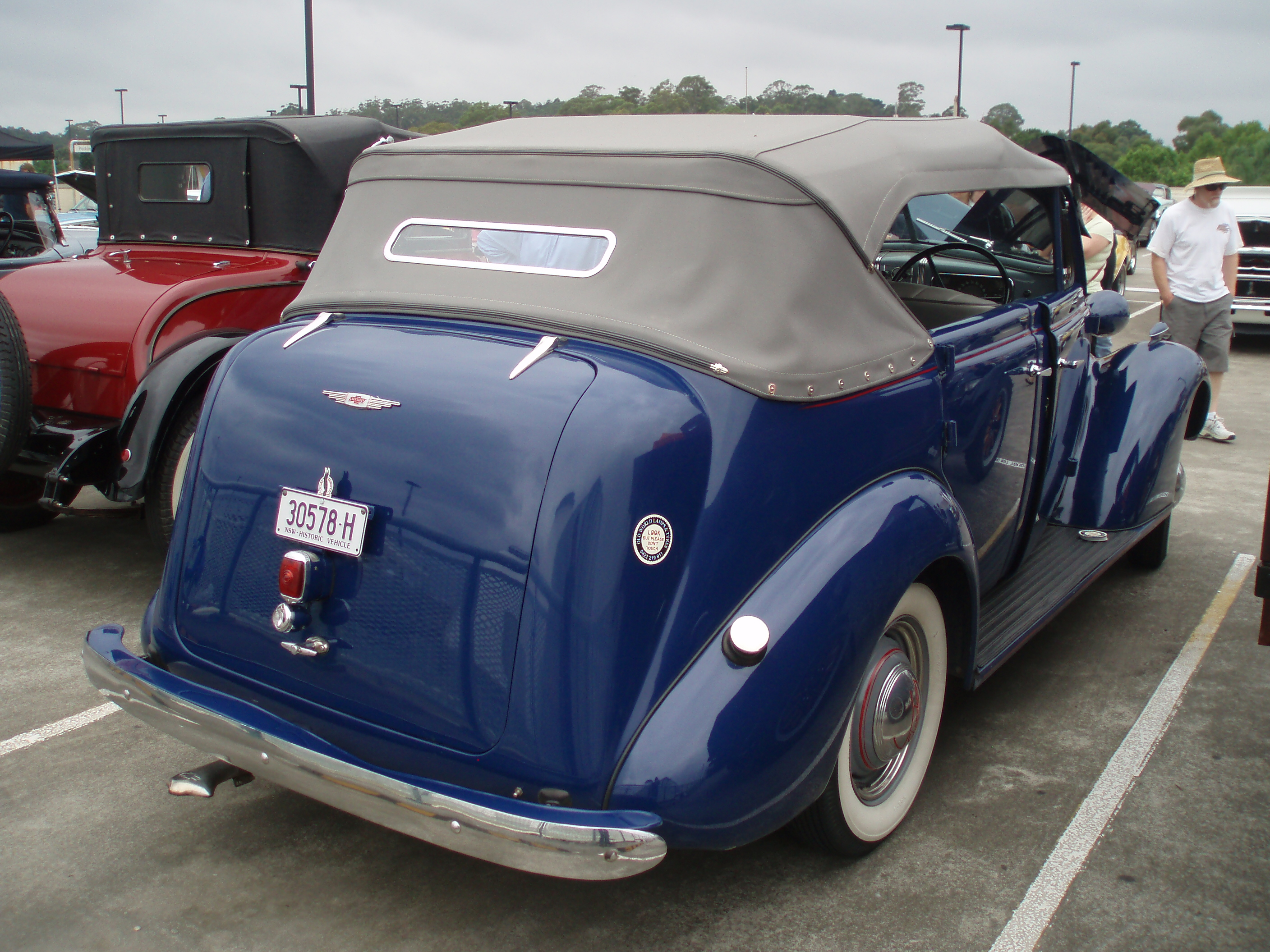
Tourer 4 portes de 1937.
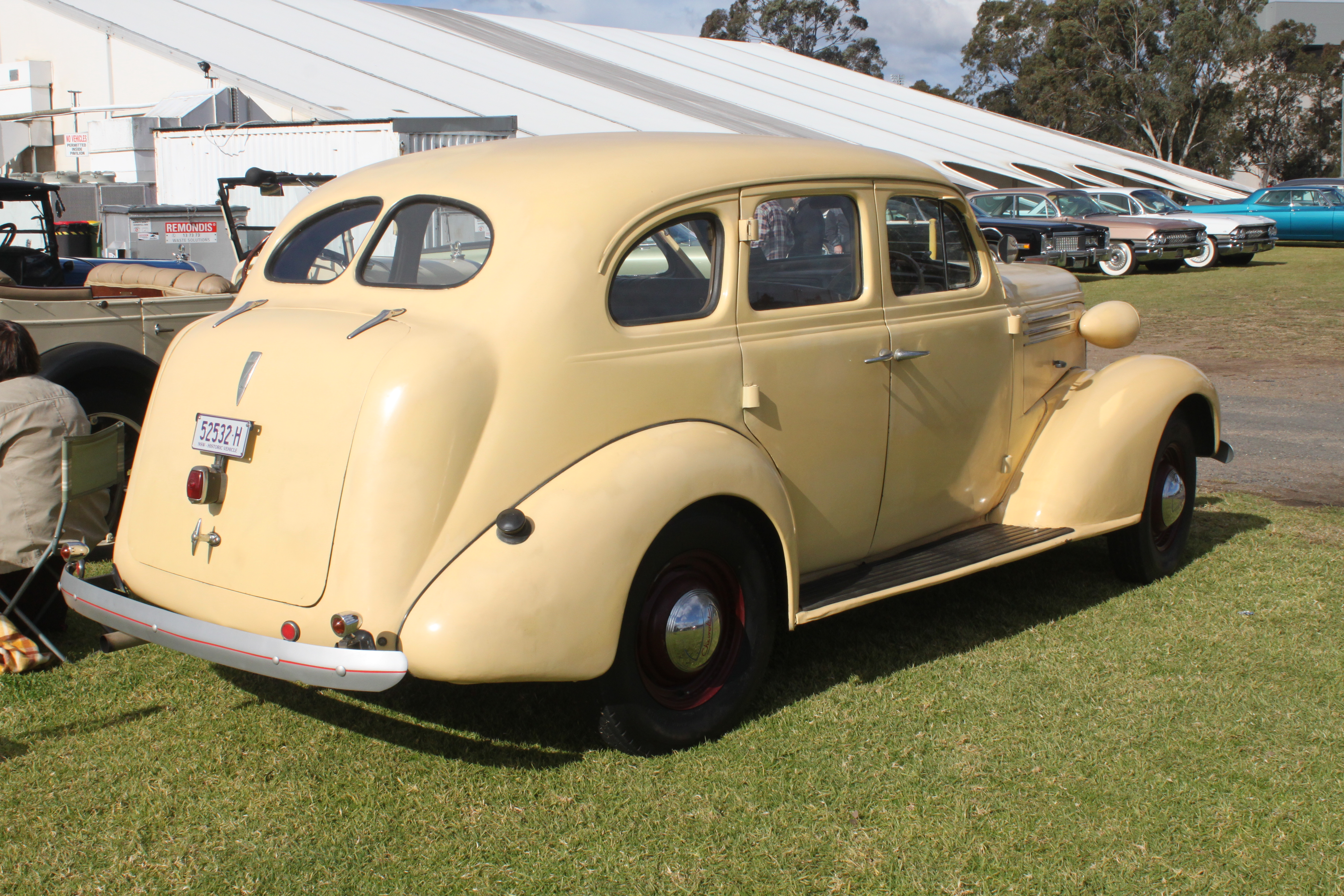
Berline de 1938. Lunette arrière divisée et absence de "pli" en bas des portières.
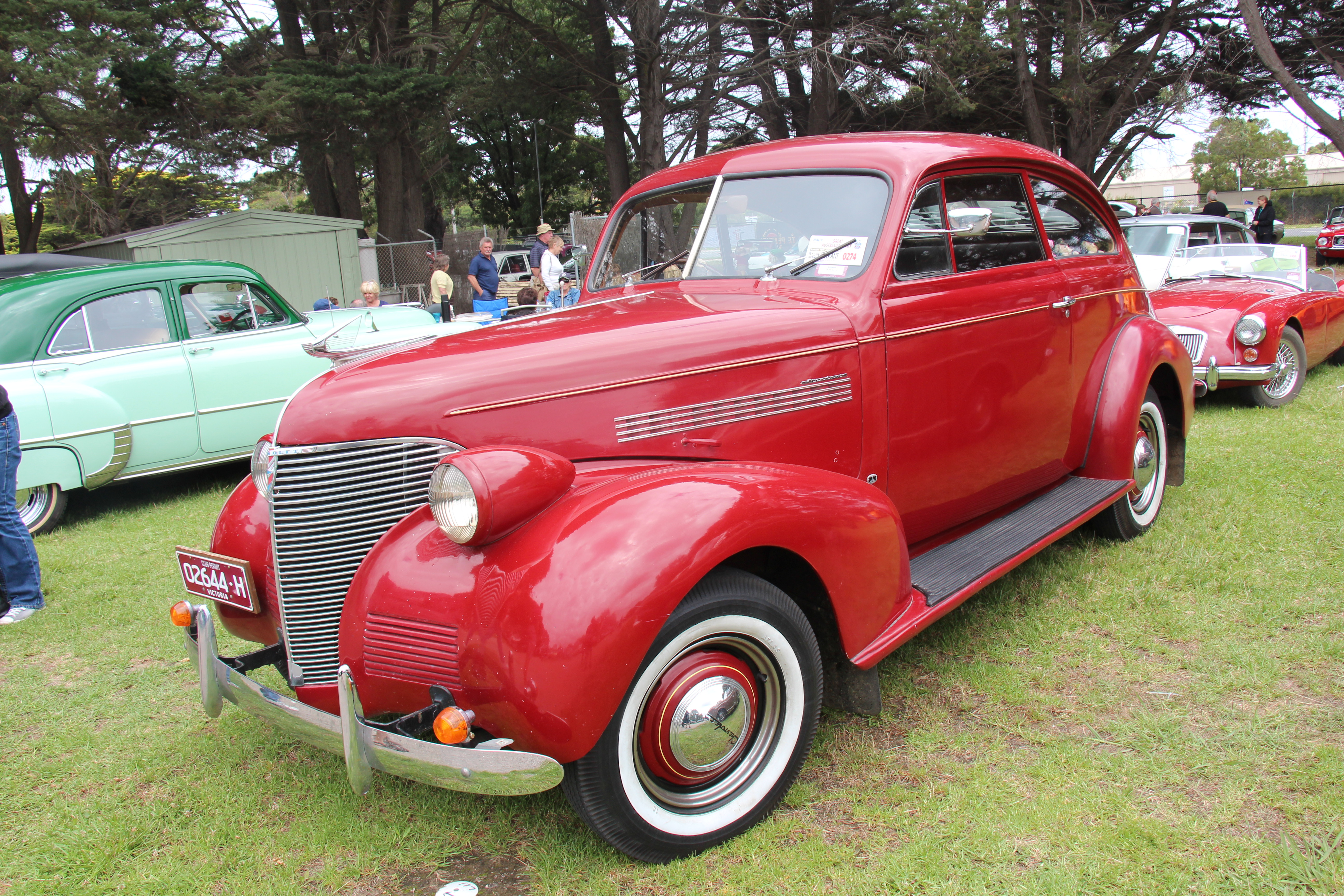
Master 1939 "Sloper".
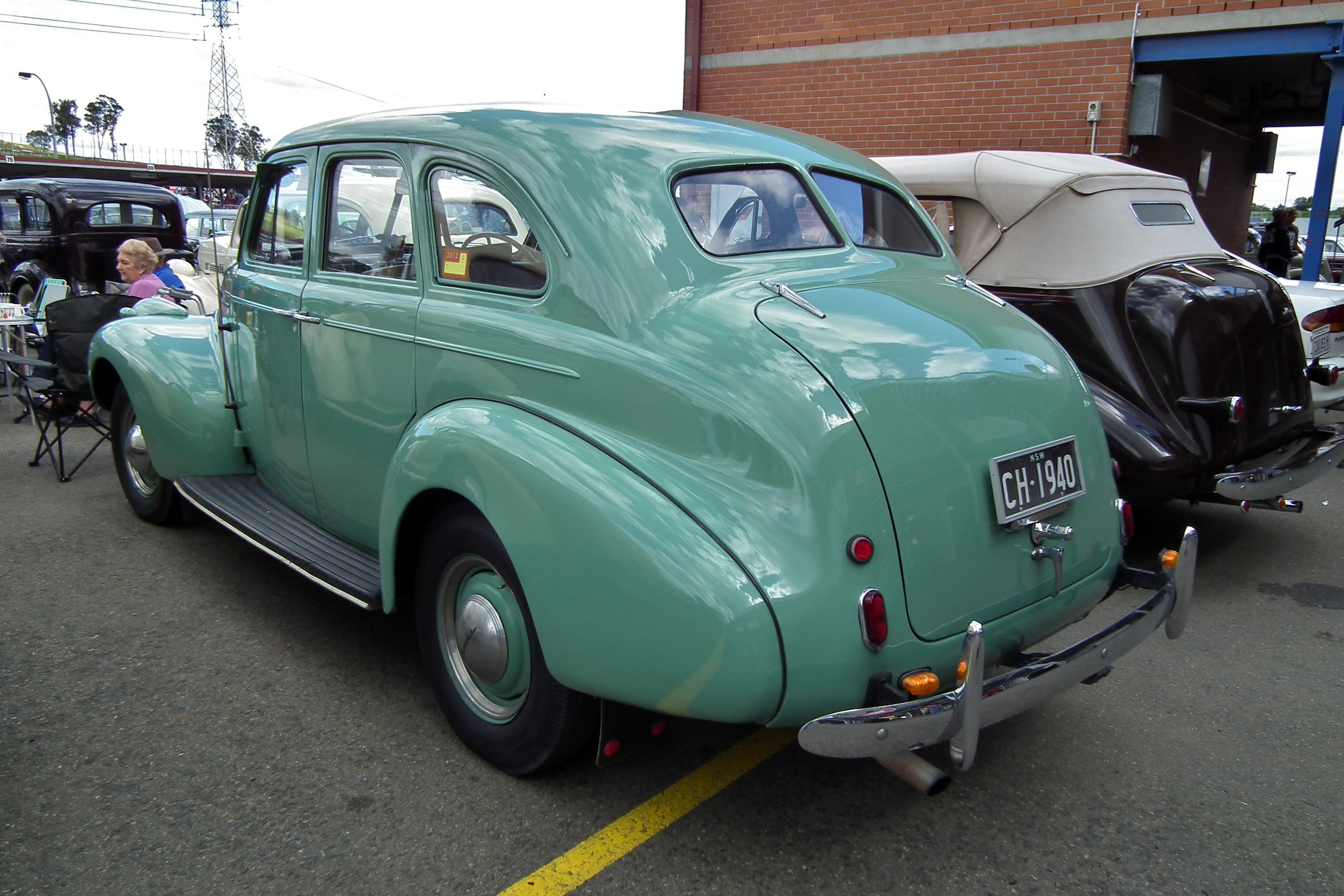
Le modèle 1940 modifie la carrosserie Holden de l'année précédente.
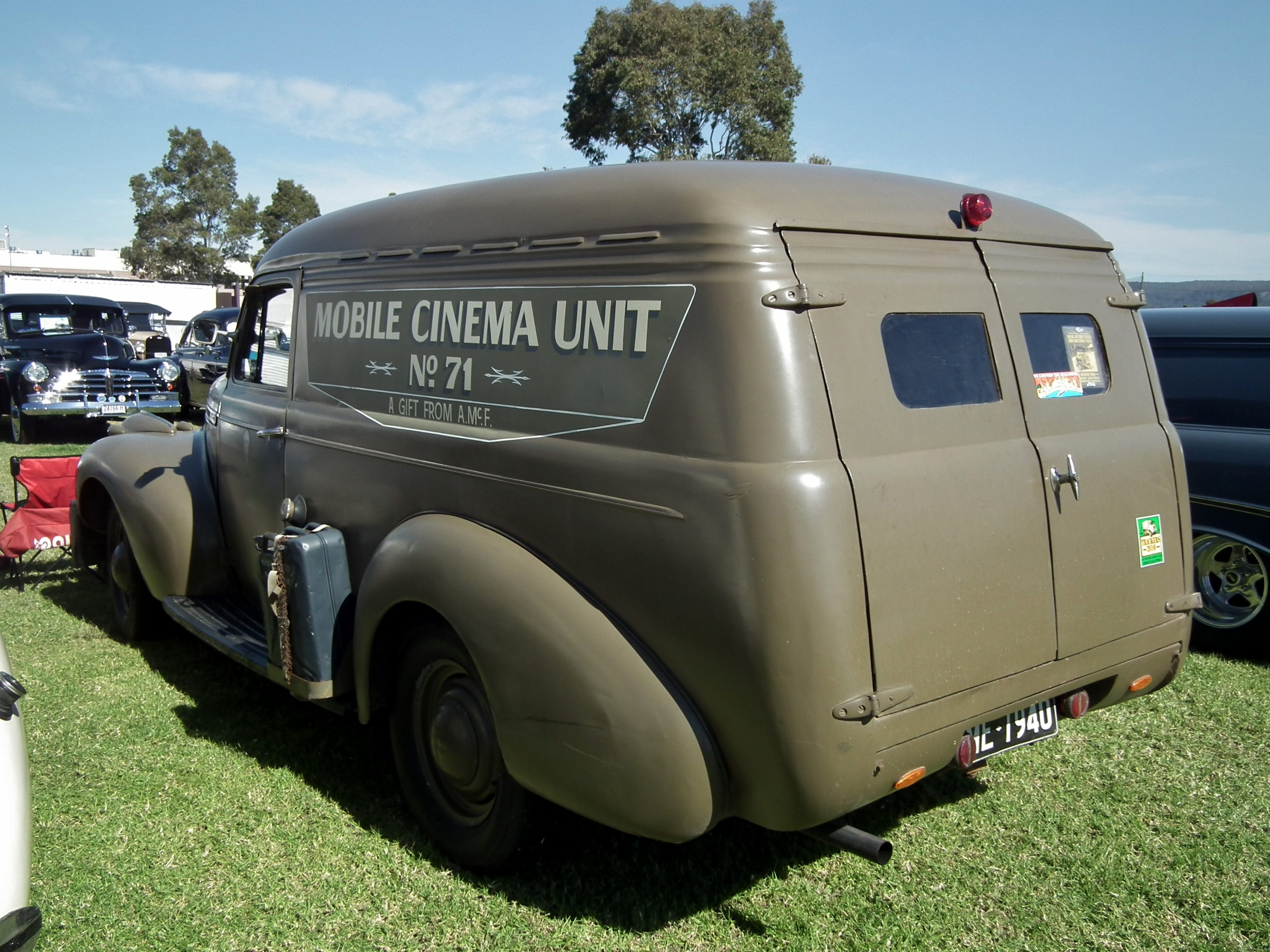
Fourgonnette 1940, utilisée par l'armée
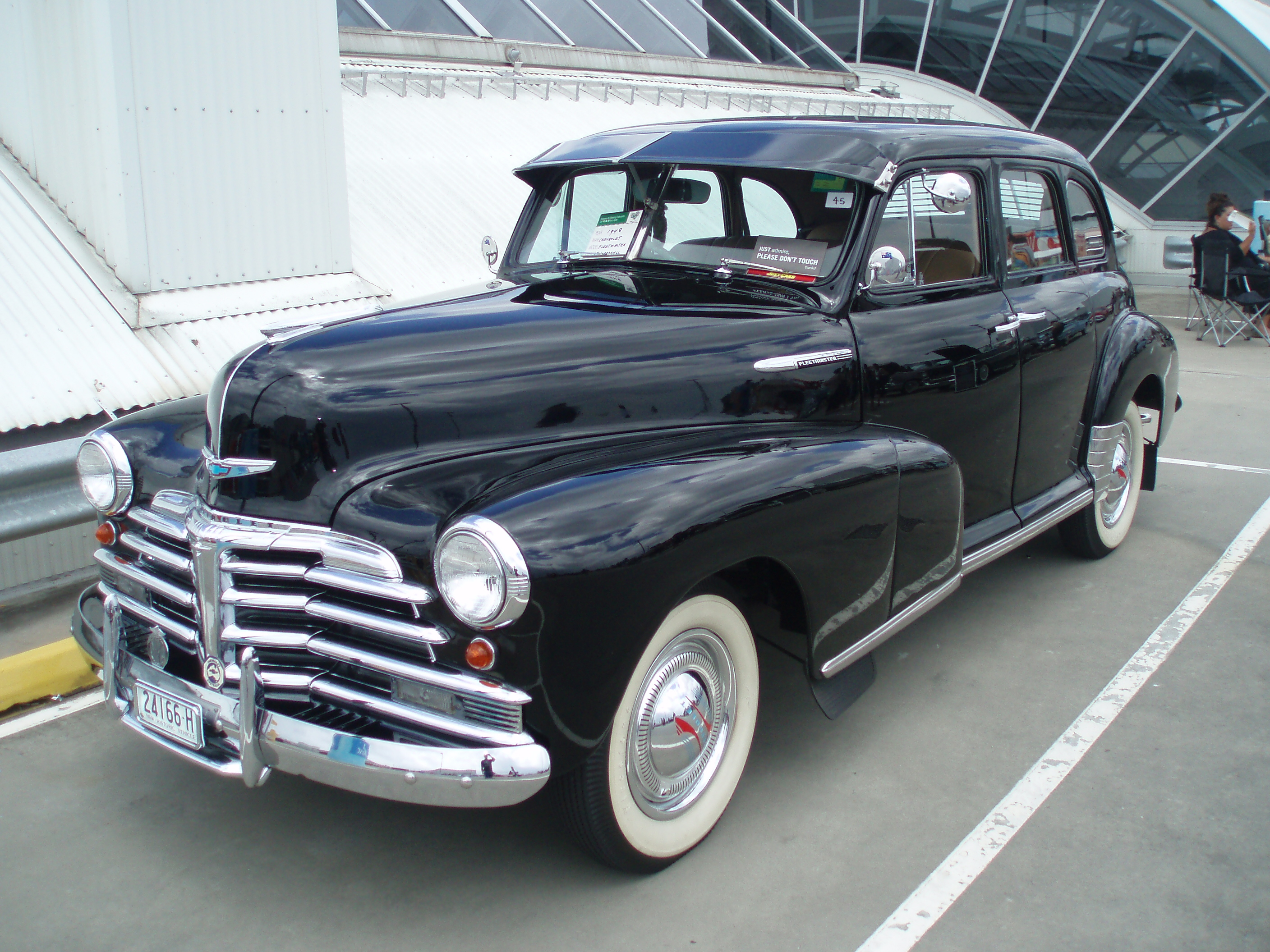
Les versions 1946-48 garderont la carrosserie d'avant-guerre, très différente de celle créée en 1941 aux États-Unis.

## Faits intéressants
- La Chevrolet Master Deluxe GA était une auto personnelle de Ianka Koupala[14].